# Léopold Ier (grand-duc de Bade)
Pour les articles homonymes, voir Léopold Ier.
Léopold Ier de Bade (en allemand : Leopold I. von Baden), né le 29 août 1790 à Karlsruhe et mort le 24 avril 1852 dans la même ville, est grand-duc de Bade de 1830 à 1852.

## Biographie

### Famille
Il est issu de l'union morganatique de Charles Ier Frédéric (1728 – 1811), margrave de Bade-Durlach (1738), margrave de Bade unifié (1771), électeur (1803), puis grand-duc (1806) de Bade, et de sa seconde épouse Louise Geyer de Geyersberg, titrée baronne (1787) puis comtesse (1796) de Hochberg. Léopold et ses frères n'étaient pas considérés comme des princes dynastes de la maison de Bade et n'avaient aucun droit à la couronne du grand-duché. Cependant, faute d'héritier dans la lignée légitime, ils seront reconnus dynastes et donc aptes à la succession en 1817, après leur demi-frère Louis. Connu pour ses débauches, ce prince quinquagénaire et célibataire n'avait pas d'enfant mais on prétendait qu'il avait été l'amant de sa belle-mère, la baronne (puis comtesse) de Hochberg, et qu'il était en fait le père de ses jeunes demi-frères.
Des rumeurs circulèrent concernant sa mère, la comtesse Louise Caroline Geyer Geryersberg von Hochberg, qui aurait été la commanditaire de l'enlèvement du fils de Charles II et de son épouse française, Stéphanie de Beauharnais (fille adoptive de Napoléon Ier), connu sous le nom de Kaspar Hauser, pour permettre à son fils Léopold d'accéder au trône du grand-duché de Bade. D’autres rumeurs circulèrent lorsque le jeune Kaspar Hauser fut assassiné en décembre 1833, et les soupçons grandirent à l'encontre de la comtesse de Hochberg, seconde épouse du grand-duc Charles Ier Frédéric.

### Accession au titre de grand-duc

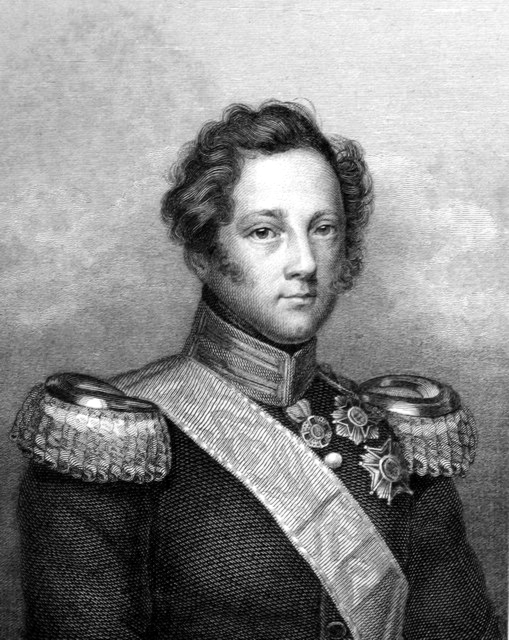
Léopold Ier de Bade

Faute d'héritier mâle, l'extinction de la dynastie de Bade étant proche, Maximilien Ier, roi de Bavière et époux de Caroline de Bade, réclame en son nom l'héritage du grand-duché de Bade. Afin de préserver ses États du démembrement, Charles II, petit-fils et successeur de Charles-Frédéric, promulgue en 1817 une loi de succession qui permet aux enfants du second mariage de Charles Ier Frédéric, bien qu'issus d'une union morganatique, d'acquérir des droits de succession au grand-duché de Bade. 
Le 20 juillet 1819, quelques mois après la mort de Charles II, les grandes puissances d'Autriche, de France, de Grande-Bretagne, de Prusse et de Russie se joignent à la Bavière et à Bade par le Recès de Francfort de 1819, pour reconnaître les droits de succession de l'ancienne lignée morganatique Hochberg.
Désormais, les Hochberg deviennent officiellement princes et princesses de Bade, reconnus par toutes les cours d'Europe. Léopold de Bade succède à son demi-frère Louis Ier en 1830 sous le nom de Léopold Ier, grand-duc de Bade. 
Libéral mais dépressif, traumatisé sans doute par l'ambition et les intrigues de sa mère et de son épouse, cherchant un réconfort dans une consommation compulsive d'alcool, Léopold est confronté aux troubles politiques de la première moitié du XIXe siècle et annonce ouvertement qu'il déteste régner et qu'il souhaite abdiquer, mais son épouse met tout en œuvre pour l'en empêcher. 
Son fils aîné, atteint de folie et qui haïssait sa mère, lui succède sous le nom de Louis II.

### Mariage et descendance
Le 25 juillet 1819, pour des raisons politiques et dynastiques, on fait épouser à Léopold sa petite-nièce Sophie de Suède (1801-1865), fille de Gustave IV de Suède (1778-1837) — roi déchu de son trône nordique en 1809 — et de Frédérique de Bade (1781-1826, petite-fille de Charles Ier, fille de Charles-Louis et demi-nièce de Léopold). 
Le roi déchu de Suède et sa famille vivent alors chichement en exil à Baden. Le frère aîné de Sophie, Gustave de Suède, épouse sa cousine Louise de Bade, fille de Charles II, petite-fille de Charles-Louis et donc nièce de Frédérique.
Cette union a pour but de renforcer les droits au trône de Léopold en lui apportant les droits légitimes au trône de Bade de sa future épouse. La reine de Suède en exil n'a pas le luxe de refuser une alliance qu'elle méprise.   
Sept enfants naissent de cette union :
- Alexandrine (1820 – 1904), elle épouse Ernest II de Saxe-Cobourg et Gotha, frère du prince consort de Grande-Bretagne Albert (sans postérité) ;
- Louis (mort jeune en 1822) ;
- Louis II (1824 – 1858), dément, qui succède à son père. Sans alliance ;
- Frédéric Ier, régent du grand-duché de 1852 à 1858 puis grand-duc. Il épouse en 1856 Louise de Prusse (1838 – 1923), d'où le grand-duc Frédéric II et Victoria, reine de Suède ;
- Guillaume (1829 – 1897), épouse en 1863 Marie Maximilianovna de Leuchtenberg (fille de la grande-duchesse Marie Nikolaïevna de Russie — fille du tsar Nicolas Ier — et de Maximilien-Joseph de Beauharnais, duc de Leuchtenberg, lui-même fils du prince Eugène et petit-fils du roi Maximilien Ier de Bavière), dont postérité. Le prince Guillaume est général dans l'armée prussienne. Son fils, le prince Maximilien de Bade, sera le dernier chancelier de l'Empire allemand ;
- Charles (de) (1832 – 1906), épouse morganatiquement Rosalie von Beust ;
- Marie (1834 – 1899), princesse de Linange par son mariage avec Ernest de Leiningen (1830 – 1904) ;
- Cécile (1839 – 1891, en russe Olga Feodorovna), grande-duchesse de Russie par son mariage en 1857 avec Michel Nikolaievitch de Russie (1832 – 1909).

Léopold Ier appartient à la quatrième branche de la maison de Bade, elle-même issue de la première branche de la maison ducale de Bade. Il est l'ascendant de l'actuel chef de la maison ducale de Bade, le prince Maximilien.